# Fortress Around Your Heart
Fortress Around Your Heart – piosenka z 1985 roku brytyjskiego muzyka Stinga, która wydana została na trzecim singlu, który promował jego debiutancki solowy album The Dream of the Blue Turtles (1985). Na głównej amerykańskiej liście przebojów Hot 100 singiel z utworem dotarł do 8. pozycji, a w brytyjskim zestawieniu UK Singles Chart uplasował się na 49. miejscu.

## Historia
Inspiracją do powstania „Fortress Around Your Heart” był rozwód Stinga z jego pierwszą żoną Frances Tomelty (małżeństwem byli w latach 1976–1984). Muzyk napisał ten utwór w 1985 roku w studio, które znajdowało się w Barbadosie.

## Tekst
W 1985 roku w wywiadzie dla czasopisma „Musician” Sting, odnosząc się do warstwy lirycznej utworu „Fortress Around Your Heart”, powiedział:

Fortress […] dotyczy ustępstw, prób zlikwidowania różnic między jednostkami. Głównym obrazem jest pole minowe, które rozłożyłeś wokół tej drugiej osoby, by próbować ją ochronić. Wtedy zdajesz sobie sprawę, że sam musisz przez to przejść. Myślę, że to jeden z najlepszych refrenów, jakie kiedykolwiek napisałem.

Problem trwania w miłości poruszony przez Stinga Clifford Thompson w książce Contemporary World Musicians (2020) ujął słowami: „miejsce miłości stało się usianą minami ziemią niczyją”. 

## Wypowiedzi i opinie
W październiku 1985 roku w europejskim czasopiśmie muzycznym „Music & Media” (wówczas „Eurotipsheet”), w artykule dotyczącym albumu The Dream of the Blue Turtles, podsumowano piosenkę „Fortress Around Your Heart” jako utwór, który spośród wszystkich kompozycji z debiutanckiego albumu Stinga najbardziej przypomina materiał z repertuaru zespołu The Police. W amerykańskim dzienniku „Los Angeles Times” dziennikarz Matt Damsker napisał, że ten utwór „kopie nastrojowym rockowym refrenem i spaja motyw albumu, którym jest budowanie mostów miłością i ponownym spojrzeniem [na problem]”. W wydaniu periodyku „Music & Media” z lipca 1985 roku z solowego albumu Brytyjczyka wyróżniono utwory „Russians”, „Love Is the Seventh Wave” oraz „Fortress Around Your Heart” jako te, które były wówczas najchętniej wybieranymi utworami przez DJ-ów w europejskich rozgłośniach.

## Dyskografia i wideografia
Utwór został umieszczony na wersji albumu kompilacyjnegio Fields of Gold: The Best of Sting 1984–1994 wydanej na rynku amerykańskim (1994). Wersje koncertowe piosenki znalazły się na wydaniach wideo albumu Bring on the Night (VHS: 1985, DVD: 2005).

## Listy przebojów
| Kraj   | Lista                          | Pozycja | Źr.    |
| ------ | ------------------------------ | ------- | ------ |
| BE-VLG | Ultratop 50 Singles (Flandria) | 40      | [ 14 ] |
| NL     | Single Top 100                 | 26      | [ 15 ] |
| CA     | „RPM” Top Singles              | 20      | [ 16 ] |
| NZ     | Top 40 Singles                 | 13      | [ 17 ] |
| GB     | Official Singles Chart Top 100 | 49      | [ 3 ]  |
| US     | Hot 100                        | 8       | [ 2 ]  |
| US     | Adult Contemporary             | 32      | [ 18 ] |
| US     | Top Rock Tracks                | 1       | [ 19 ] |

| Kraj | Lista   | Pozycja | Źr.    |
| ---- | ------- | ------- | ------ |
| US   | Hot 100 | 95      | [ 20 ] |